# NGC 2836
NGC 2836 je galaksija u zviježđu Kobilici.

## Vanjske poveznice
- SEDS: NGC 2836